# Средно училище за европейски езици „Свети Константин - Кирил Философ“
Средното училище за европейски езици „Свети Константин - Кирил Философ“ е профилирано учебно заведение в град Русе за ученици от I – XII клас. Обучението от I до XII клас протича в паралелки с изучаване на европейски езици и профили – първи чужд език: английски, немски, испански, френски и руски, като задължителен втори чужд език се изучава английски (изключение прави английската паралелка, която изучава руски като втори задължителен чужд език) и трети език по личен избор.

## История
СУЕЕ „Св. Константин - Кирил Философ“ отваря врати през 1961 г. като първата извън столицата политехническа гимназия с преподаване на руски език „Максим Горки“. През 1981 г. гимназията прераства в Единно средно политехническо училище, тогава са приети и първите първокласници, които изучават руски език. В резултат на засиления интерес към изучаването на чужди езици, 10 години по-късно в училището са включени гимназиални класове с интензивно изучаване на английски, немски, френски, испански и италиански език. Така се появява Средно общообразователно училище за европейски езици. От 01.08.2016 г. името на училището е променено на Средно училище за европейски езици „Свети Константин - Кирил Философ“.
Като приемник на езиковата гимназия „Максим Горки“, СУЕЕ съхранява обучението по руски език и развива преподаването и на други основни европейски езици. Училището е сред първите в страната, в които се въвежда изучаването на английски, немски и френски език от първи клас.

## Профили и реализация
Завършилите СУЕЕ „Св. Константин - Кирил Философ“ постъпват във ВУЗ в страната и чужбина и се реализират успешно в сфери като връзки с обществеността, медицина, икономика, архитектура, информационни технологии, туризъм, право и много други.
1. Чуждоезиков профил;
2. Интензивно изучаване на чужд език (I чужд, II чужд);
3. Интензивно изучаване на първи чужд език (английски, немски, испански, френски, руски) в VIII клас;
4. Втори чужд език от IX клас – руски и английски;
5. Изучаване на III чужд език по избор в XI и XII клас.